# 弄臣 (歌劇)
《弄臣》是由朱塞佩·威尔第作曲的著名三幕歌劇，與《茶花女》、《遊唱詩人》並稱為威爾第中期的三大傑作。意大利語劇本由弗朗切斯科·马里亚·皮亚韦以法國文豪維克多·雨果所作的法語戲劇《國王的弄臣》為基礎改編而成。該劇首演於1851年3月11日的威尼斯鳳凰劇院。
《弄臣》是現在各大歌劇院的標準保留劇目之一。
劇本中的國王弗朗索瓦一世有影射當時法王路易-菲利普一世之嫌，因此在法國無法通過政府官員的審查，一直被禁演。而威爾第那時所處的北義大利是奧地利哈布斯堡王朝的領地，因此威爾第的創作阻力，自然就是來自奧地利派駐北義地區的審查當局。
自創作之始，威、皮二人便一直很注意奧地利當局的反應。威爾第曾在給皮亞威的信中寫到：「用四條腿走遍全城，找個權貴來批准我們寫《弄臣》。」在後來的通信中顯示，他們兩人一直處於被捕的危險中，而且他們也低估了奧地利審查當局的能力。就連鳳凰劇院的秘書－古里耶摩·布倫南－向他們保證不會受到當局審查，也變成了錯誤見解。
1850年初夏，開始傳出謠言，說奧地利審查當局將禁止《弄臣》的公演。因為他們認為雨果的原著大不敬（lese majeste），因此他們將不允許這部「有傷風化」的歌劇在威尼斯公演。
當年8月，威、皮二人退居威爾第的家鄉布塞托，繼續創作，並擬定了反制審查當局的措施。而在兩人和劇院的通信中，「詛咒」成了該劇的代稱。但很快，奧地利審查當局內部也用了這個名稱稱代威爾第的新作，明顯是他們的頭子德·高日科夫斯基從間諜口中得知的。正是此人掌握著《弄臣》一劇的生殺大權。
皮亞威為免浪費威爾第優美的曲譜，曾設想將劇名改為《旺多姆公爵》，並把駝背的弄臣和對他的詛咒抹掉。但威爾第完全反對這個變動，並且決心與當局當面談判。
這時，鳳凰劇院的秘書布倫南巧妙地化解了威爾第和當局的紛爭。他將威爾第的一些書信轉交當局，顯示威爾第脾氣雖壞，卻是個難得的藝術家。最後雙方達成協議，歌劇的場景須由法王宮廷，轉到法國或意大利某個公國，並且人物的名字需要更改。公爵在女主角家中就寢的場景被刪去，而原來公爵去酒馆也不再是有意的，而是上了當。弄臣的名字也由Triboulet變成Rigoletto，新名字來自法語「有趣的（rigolo）」一詞的諧音，這也成為了該劇的正式名稱。

### 首演
《弄臣》於1851年3月11日的首演空前成功。首演的陣容如下：
| 角色                   | 聲部                   | 首演者 （指揮：朱塞佩·威尔第） |
| ---------------------- | ---------------------- | ------------------------------ |
| 弄臣                   | 男中音                 | 菲力斯·瓦雷西                  |
| 曼托瓦公爵             | 男高音                 | 拉菲爾勒·米拉特                |
| 弄臣之女吉爾達         | 女高音                 | 特雷西納·布拉比拉              |
| 宮廷其他大臣，群眾等等 | 宮廷其他大臣，群眾等等 | 威尼斯鳳凰劇院合唱團           |
| 伴奏                   | 伴奏                   | 威尼斯鳳凰劇院管弦樂團         |

## 角色
- 弄臣（Rigoletto，男中音）
- 吉爾達（Gilda，弄臣之女，女高音）
- 曼托瓦公爵（Il Duca di Mantova，男高音）
- 斯巴拉夫奇勒（Sparafucile，職業殺手，男低音）
- 瑪達蕾娜（Maddalena，殺手之妹，女中音）
- 喬凡娜（Giovanna，吉爾達的媬姆，女中音）
- 蒙特羅內伯爵（Il Conte di Monterone，男中音）
- 西布蘭諾伯爵（Il conte di Ceprano，男低音）
- 西布蘭諾伯爵夫人（La contessa di Ceprano，女中音）
- 馬歇奧·包爾沙（Matteo Borsa，公國朝臣，男高音）
- 馬魯洛（Marullo，公國朝臣，男中音）

## 劇情大綱
地點：義大利北部曼托瓦公國
時代：公元16世紀

### 第一幕
第一場：宮中別殿
曼托瓦公爵在自己的寢宮舉行舞會。公爵心中雖然想著在教堂見到的神秘美女（吉爾達），但他卻開始追求西布蘭諾伯爵夫人。事實上公爵跟不少朝臣的妻子都有染；弄臣因此嘲笑與會被戴綠帽的貴族，建議公爵將西布蘭諾伯爵投入監獄或處死，以免掃興。與會貴族都將仇恨發洩到弄臣身上，蒙特羅內伯爵更因女兒曾被公爵侮辱，而詛咒了弄臣，伯爵因與公爵衝突被捕。
第二場：街上

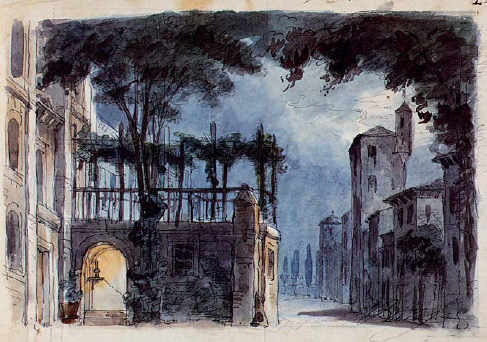
首演第一幕第二場的佈景

弄臣對蒙特羅伯爵的詛咒耿耿於懷，但弄臣卻在回家的路上，遇到一位名叫斯巴拉夫奇勒的職業殺手，斯巴拉夫奇勒問弄臣有甚麼可以幫忙，希望招來生意。弄臣暗忖兩人有所共通：他揮劍砍殺，自己出口傷人。弄臣開啟牆上暗門，回家見女兒吉爾達，弄臣看過女兒吉爾達便離去。他一直不讓公爵或城中人看見吉爾達；而吉爾達對父親的職業也一無所知。由於父親一直阻止她公開露面，除了教堂，她從未踏足過任何地方。
弄臣離去後不久，公爵假扮學生闖入弄臣家中，公爵的朝臣亦跟隨。公爵偷聽到吉爾達跟保母喬凡娜對話，聽到吉爾達說她在教堂邂逅一位男子，那男子要是家貧的話，自己會更喜歡他。她因為瞞著父親，所以心感不安。吉爾達表白之際，大喜過望的公爵上前對吉爾達表明心跡。吉爾達起初還有些抗拒，但最終被公爵打動。吉爾達查問公爵的名字時，公爵猶豫地說他名叫「古亞爾提耶·馬爾德」。此時，外面忽然有聲響；吉爾達擔心是父親折返，就送走公爵。公爵臨走前，兩人還山盟海誓。朝臣準備綁架吉爾達時卻遇著弄臣，便哄騙他說是綁架西布蘭諾伯爵夫人，並要被蒙上雙眼的弄臣協助。當弄臣回家發現女兒不見了，方知上當受騙。

### 第二幕
場景：公爵宮中

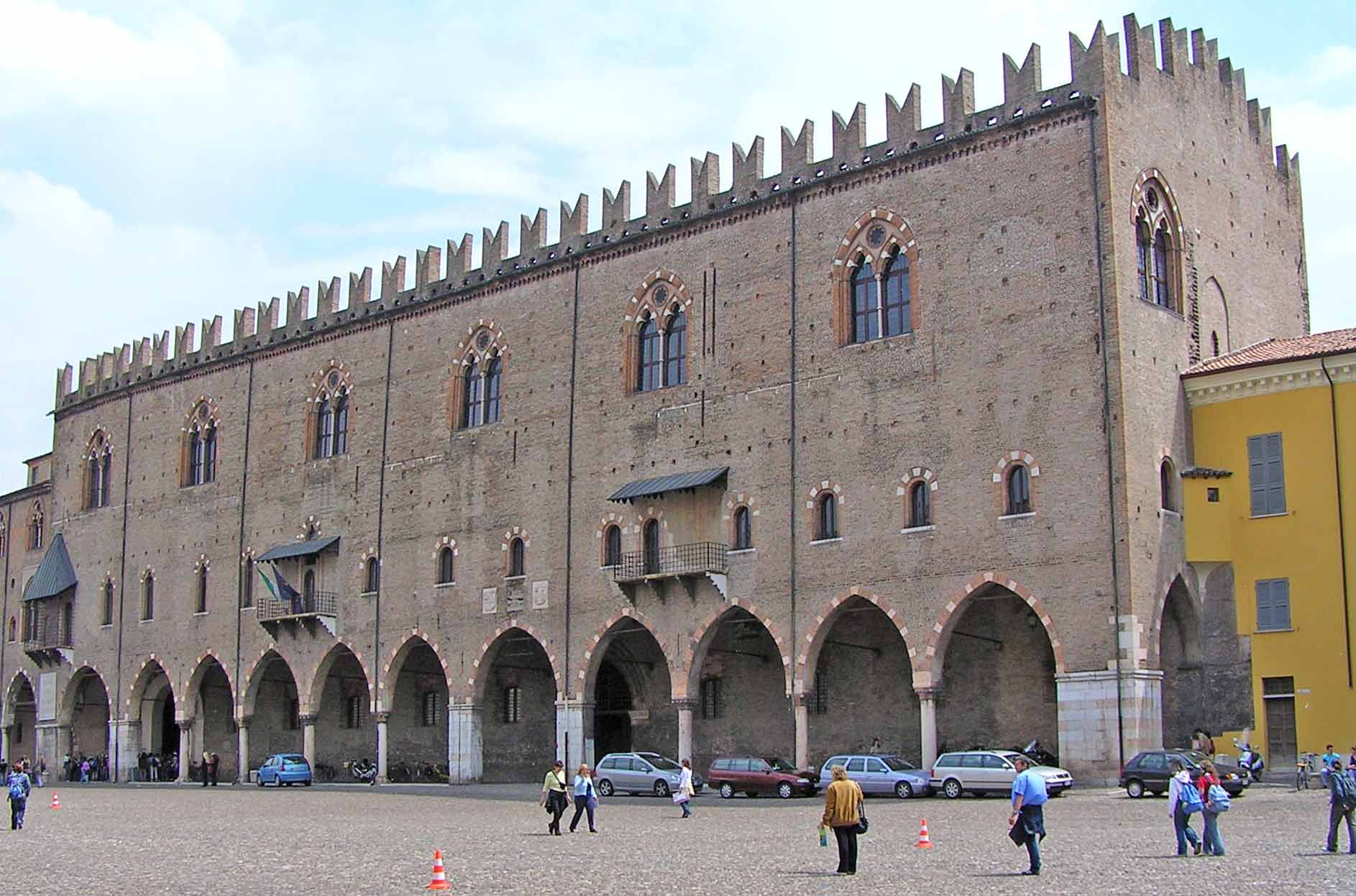
曼托瓦公爵宮

公爵被眾朝臣告知他們已經把弄臣的「情婦」擄入宮中，但公爵從這群人口中之描述猜想到被擄的是吉爾達就急急跑去相會。
公爵雀躍的表現，起初令眾人莫名其妙；但在此時，朝臣們卻開始嘲笑弄臣；弄臣此時來到公爵寢宮，尋找女兒。他故作冷淡，深怕吉爾達落入公爵手上。此時吉爾達自公爵臥室衝出，並叫弄臣把所有人支出。不得要領後，弄臣終於說出自己在尋找親女；眾人大為詫異。吉爾達慌忙闖入，哀求父親請眾人離開，並流露出得知父親職業後之羞愧心情。弄臣決定向公爵報復，及發誓要為女兒報仇，殺死公爵，但吉爾達卻替公爵求情。

### 第三幕
場景：旅館外的街上
弄臣安排公爵到斯巴拉夫奇勒經營的旅館作客，並領吉爾達到該旅館外，目睹公爵和殺手的妹妹瑪達蕾娜尋歡作樂；著名詠嘆調《善變的女人》響起，刻畫女人無常的本性。
弄臣要求斯巴拉夫奇勒刺殺公爵；經過一番討價還價，弄臣答應事成之後給他20個金幣作酬勞。為了金錢，斯巴拉夫奇勒也樂意效勞。弄臣勸女兒死心，並令她穿著男裝，逃往維羅納，期望稍後跟她會合。暴風雨將至，公爵決定留宿，斯巴拉夫奇勒安排他於上層的寢室休息，然而，弄臣與斯巴拉夫奇勒達成交易後離去。
儘管公爵風流成性，吉爾達仍然愛他。女扮男裝的她偷聽到刺客兄妹之間的對話：瑪達蕾娜哀求哥哥放過公爵。斯巴拉夫奇勒答應妹妹，如果半夜以前能找到替死鬼，就饒了公爵一命。吉爾達決定犧牲自己；她走進旅館便馬上遭到毒手，被斯巴拉夫奇勒刺傷，傷重倒地，昏迷不醒。
弄臣帶著錢回來，收到一個藏著屍體的麻袋，欣喜若狂。他準備把麻袋裝上石頭一起丟進河的時候，卻聽見公爵唱著《善變的女人》詠嘆調。弄臣大惑不解，打開麻袋一看，驚見裡面躺著自己奄奄一息的女兒，登時傷心欲絕。吉爾達回光返照之際，表示自己樂意為愛人犧牲。吉爾達嚥氣一刻，弄臣驚叫：「那老頭的詛咒已靈驗！」

## 音樂分析

### 著名唱段
- 公爵詠嘆調：《這位還是那位》（Questa o quella）
- 弄臣詠嘆調：《我們是平等的》（Pari siamo!）
- 吉爾達詠嘆調：《親愛的名字》（Caro nome）
- 公爵咏叹调：《从没有过如此感觉》（ella mi fu rapita！）
- 弄臣詠嘆調：《眾朝臣，那可惡的臉容》（Cortigiani, vil razza dannata）
- 公爵詠嘆調：《善變的女人》（又譯《女子皆善變》）（La donna è mobile）
- 《弄臣》三幕四重唱：《美麗的愛之女（英语：Bella figlia dell'amore）》

## 軼事
- 由於擔心有人在首演前未經批准抄襲，威爾第制定了非常嚴厲的保密措施，並要樂手們遵守某些協定。米拉特在首演前幾天才可以使用樂譜，而且還得發誓不能在排練場外唱、甚至哼出《女人善變》詠嘆調。結果顯示，威爾第的擔心是有必要的。因為弄臣首演後果然廣受歡迎，據傳這首詠嘆調在首演翌日早上便有人傳唱。
- 瓦雷西的女兒茱莉亞·科莉，在多年以後曾轉述了父親在這次首演的經歷。瓦雷西非常不習慣背上的假駝背，因此縱使他是一位經驗老到的歌手，但輪到他上台時，他居然怯場了。威爾弟見狀，知道瓦雷西已經害怕到動彈不得，便從背後猛地把瓦雷西推上台。瓦雷西上台時笨拙踉蹌，觀眾大笑，還以為是安排好的噱頭。

## 外部連結
- 弄臣：国际乐谱典藏计划上的乐谱